# یانوش مایفسکی (کارگردان)
یانوش مارین مایفسکی (لهستانی: Janusz Marian Majewski؛ زادهٔ ۵ اوت ۱۹۳۱) کارگردان و فیلم‌نامه‌نویس اهل لهستان است. وی از سال ۱۹۵۷ به بعد بیش از ۴۰ فیلم را کارگردانی نموده‌است.
از فیلم‌ها یا مجموعه‌های تلویزیونی که وی در آن‌ها نقش داشته است، می‌توان به ناپلئون، قطار شب و خرس اشاره نمود.
او در 5 آگوست 1931 در لوو به دنیا آمد. در سال 1955، یانوش ماژوسکی از دانشکده معماری دانشگاه صنعتی کراکوف فارغ التحصیل شد. او فارغ التحصیل مدرسه ملی فیلم در لودز بود و در سال 1960 فارغ التحصیل شد. در سال های 1983 تا 1990، او برای دو دوره رئیس هیئت مدیره اصلی انجمن فیلمسازان لهستانی بود و از سال 2006 او ریاست افتخاری این انجمن را دارا است.